# Masacre de Greysteel

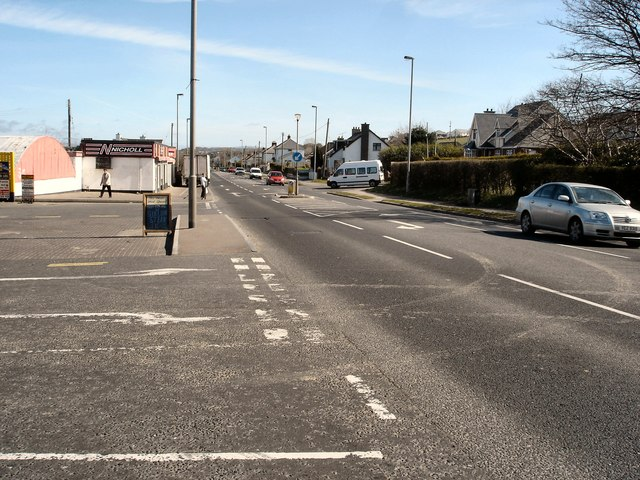
Pueblo de Greysteel La A2 de Derry a Coleraine pasa por el pueblo de Greysteel.

Masacre de Greysteel es el nombre por el que se conoce un atentando ocurrido el 30 de octubre de 1993 en Greysteel, Irlanda del Norte. Esa noche dos miembros del Ulster Freedom Fighters, rama militar de la Asociación en Defensa del Ulster (UDA), una organización paramilitar lealista, dispararon dentro de un bar (el Rising Sun), matando a siete personas, e hiriendo a once más.
Dentro del bar se estaba celebrando una fiesta de Halloween cuando dos hombres enmascarados, equipados con AK-47 y pistolas semiautomáticas abrieron fuego de manera indiscriminada sobre la multitud. El bar se encontraba en un área de población mayoritariamente católica, aunque dos de los ocho asesinados eran protestantes. Ninguno de ellos tenía relación alguna con la política norirlandesa.
La UFF justificaron este atentado como venganza por el atentado del IRA en Shankill Road, una semana antes, dirigido a asesinar a varios dirigentes lealistas (entre ellos, el propio líder del UUF, Johnny Adair). De hecho, el IRA anunció en un comunicado días después que no tomaría venganza por los hechos ocurridos en el Rising Sun.
Este periodo del conflicto se caracterizó por los asesinatos sectarios y casi aleatorios basados en el "ojo por ojo". La semana anterior a este atentado, los grupos lealistas ya habían asesinado a seis personas, de manera aleatoria, como venganza por el atentado del IRA.
El bar sigue abierto a día de hoy, con una placa en su exterior que conmemora el atentado, donde se puede leer May their sacrifice be our path to peace (Que su sacrificio sea [ójala que sea/pueda convertirse en] nuestro camino hacia la paz).